# Rudniki (Litwa)
Rudniki (lit. Rudninkai) – wieś na Litwie w gminie Soleczniki, okręg wileński. Nazwę od nich wzięła Puszcza Rudnicka.
Baza niemieckich żołnierzy przy granicy z Białorusią.

## Urodzeni w Rudnikach
- Franciszek Dalewski – polski działacz społeczny, konspirator, jeden z przywódców organizacji cywilnej Rządu Narodowego na Litwie w czasie powstania styczniowego, zesłaniec[2].